# عبد الرحمن الغنيم
عبد الرحمن خالد صالح غنيم الغنيم (1938 - 17 أغسطس 2022)، نائب سابق في مجلس الأمة الكويتي، ووزير كويتي سابق ووالده هو رئيس مجلس الأمة الكويتي السابق  خالد الغنيم.

## السيرة البرلمانية والعلمية
شارك في انتخابات مجلس الأمة الكويتي 1981 في الدائرة الثانية، وحصل على المركز الرابع برصيد 264 صوت وخسر الانتخابات، وشارك في انتخابات مجلس الأمة الكويتي 1985 في الدائرة الثانية، وحصل على المركز الأول برصيد 611 صوت وأصبح عضواً في مجلس الأمة. عين وزيراً للدولة لشؤون البلدية في عام 1986، وعين وزيراً للمواصلات في 28 مايو 2008 في الحكومة الخامسة والعشرون.
وهو يحمل شهادة بكالوريوس في الهندسة الكهربائية من (كلية سان جوزيه) في كاليفورنيا بالولايات المتحدة عام 1962. وتدرج في الوظائف في وزارة المواصلات على النحو التالي من مهندس هاتف في وزارة البريد والبرق والهاتف 1962 إلى نائب رئيس المهندسين في وزارة البريد والبرق والهاتف عام 1964 ثم وكيل وزارة مساعد للشؤون الفنية 1964، ثم أصبح وكيل وزارة المواصلات بعام 1969.